# Gmina Andrijaševci

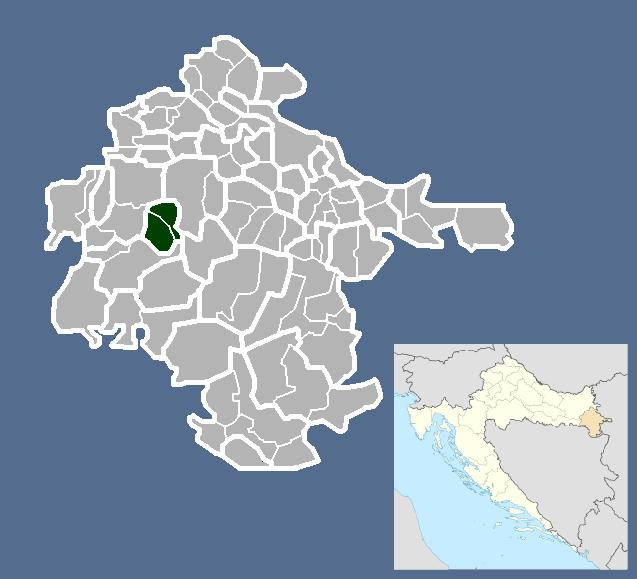
Położenie gminy na mapie żupanii vukowarsko-srijemskiej

Gmina Andrijaševci (chorw. Općina Andrijaševci) – gmina we wschodniej Chorwacji, w żupanii vukowarsko-srijemskiej.
W skład gminy wchodzą dwie miejscowości – Andrijaševci i Rokovci. W 2011 roku liczba ludności w całej gminie wyniosła 4075, a w samej wsi Andrijaševci – 2046.